# Francisco Blanco Pedraza
Francisco Blanco Pedraza (m. 1975) va ser un militar espanyol que va participar en la Guerra civil.

## Biografia
Oriünd de la població de Villanueva de Córdoba, era militar professional pertanyent a l'arma d'artilleria
Quan al juliol de 1936 va esclatar la Guerra civil ostentava el rang de capità i estava destinat en el Regiment d'artilleria de costa n.° 4 a Menorca. No obstant això, per aquestes dates es trobava de permís en la seva localitat natal, i ràpidament es va posar a la disposició del Front Popular. En els primers dies de la contesa va ser assessor militar de la columna manada pel líder obrer Nemesio Pozuelo Expósito. Posteriorment va dirigir una bateria d'artilleria agregada a la columna «Miaja».
Durant la batalla de Pozoblanco va ser un estret col·laborador del tinent coronel Joaquín Pérez Salas, destacant al comandament de l'artilleria republicana en Alcaracejos. A mitjan 1937 va assumir el comandament de la 88a Brigada Mixta, i amb posterioritat seria nomenat comandant de la 38a Divisió i cap de l'artilleria del VII Cos d'Exèrcit. Al març de 1939 va donar suport a el cop de Casado, aconseguint prendre el control de Puertollano. Al final de la guerra va rendir aquesta localitat davant les forces franquistes, i fou fet presoner. Després de la guerra va ser jutjat per un tribunal militar franquista i expulsat de l'Exèrcit.
Va morir a Madrid en 1975, als setanta-quatre anys.